# Ichneumon bimembris
Ichneumon bimembris är en stekelart som beskrevs av Léon Abel Provancher 1877. Ichneumon bimembris ingår i släktet Ichneumon och familjen brokparasitsteklar. Inga underarter finns listade i Catalogue of Life.